# 정몽열
정몽열(鄭夢烈, 1964년 1월 11일~)은 대한민국의 기업인이며 현재 KCC건설 대표이사 회장이다.

## 학력
- 페얼리 디킨슨 대학교 컴퓨터학 학사
- 동국대학교 대학원 경영정보학 석사

## 주요 경력
- 1989년: 고려화학 입사
- 1996년: 금강종합건설 사내이사
- 2002년: 금강종합건설 대표이사 부사장
- 2005년: KCC건설 대표이사 사장
- 2020년 3월~2020년 8월: KCC건설 부회장
- 2020년 8월~현재: KCC건설 회장

## 가족 관계
부친은 KCC그룹 명예회장 정상영, 친형은 정몽진 KCC 대표이사 회장, 정몽익 KCC글라스 회장이다.